# What Did You Think When You Made Me This Way?
What Did You Think When You Made Me This Way? es el primer EP de la banda inglesa de rock alternativo Nothing But Thieves. Fue lanzado el 19 de octubre de 2018 bajo el sello discográfico RCA. El primer sencillo del EP, "Forever & Ever More", fue lanzado el 27 de agosto de 2018 a través de servicios de transmisión y disponible como descarga digital. El segundo sencillo "Take This Lonely Heart" fue lanzado también el 19 de octubre de 2018 para coincidir con el lanzamiento del disco.

## Lista de canciones
| N.º | Título                   | Duración |  |
| 1.  | «Forever & Ever More»    | 3:28     |  |
| 2.  | «Gods»                   | 3:29     |  |
| 3.  | «You Know Me Too Well»   | 3:54     |  |
| 4.  | «Take This Lonely Heart» | 4:02     |  |

## Posicionamiento en lista
| Lista (2018)                               | Posiciones |
| ------------------------------------------ | ---------- |
| US Top Current Albums (Billboard)          | 99         |
| Estados Unidos (Top Heatseekers Albums)    | 4          |
| US Top Alternative Album Sales (Billboard) | 15         |
| US Top Rock Album Sales (Billboard)        | 35         |